# Baringo County
Baringo County is een county in Kenia in de voormalige provincie Bonde la Ufa. Het voormalige Baringo District beslaat hetzelfde gebied. De hoofdplaats is Kabarnet. Het district telde 264.978 inwoners in 1999 en heeft een oppervlakte van 8646 km².
Het district is genoemd naar het Baringomeer.